# Alfons Długosz
Alfons Długosz (ur. 28 lipca 1902 w Trzebionce koło Chrzanowa, zm. 7 listopada 1975 w Wieliczce) – polski malarz i fotografik, nauczyciel. Zainicjował działania prowadzące do uratowania zabytkowych komór i urządzeń kopalni soli w Wieliczce.
Studiował w berlińskiej Państwowej Szkole Przemysłu Artystycznego oraz na Akademii Sztuk Pięknych w Dreźnie. Na początku II wojny światowej na stałe związał się z Wieliczką. Kiedy w 1949 dyrekcja kopalni podjęła decyzję o zlikwidowaniu wielu starych komór, Długosz rozpoczął akcję ratowania zabytkowego podziemia. Zrobił pełną dokumentację fotograficzną saliny, gromadził też pamiątki związane z historią przemysłu solnego na ziemiach polskich. W 1951 w komorze "Warszawa" zorganizował pierwszą ekspozycję urządzeń górniczych odnalezionych w kopalni wielickiej. 3 lata później został kustoszem Muzeum Żup Krakowskich Wieliczka. Był autorem wielu rozpraw naukowych oraz monografii: Wieliczka Magnum Sal jako zabytek kultury materialnej. Zainicjował również odbudowę Zamku Żupnego.